# Palpomyia nakali
Palpomyia nakali är en tvåvingeart som beskrevs av Boorman och Harten 2002. Palpomyia nakali ingår i släktet Palpomyia och familjen svidknott.
Artens utbredningsområde är Oman. Inga underarter finns listade i Catalogue of Life.